# 홍연택
홍연택(洪燕澤, 1928년 12월 28일 ~ 2001년 5월 17일)은 대한민국의 지휘자 겸 작곡가이다. 황해도 은률군에서 태어났고, 서울대학교 음악대학을 졸업한 후, 오스트리아 빈 아카데미 음악원에 유학하여 지휘를 공부하였다. 
1968년에는 미국에서 조지프 로즌스톡을 사사하고, 귀국후 1972년부터 1981년까지 국립교향악단(현 KBS 교향악단)의 상임지휘자를 맡아 여러 오페라, 교향곡, 발레 등을 지휘하는 한편, 국내 창작곡 연주에도 힘썼다. 1975년부터 1983년까지 한양대학교 음악대학 교수로 재직하였는데, 1980년부터는 학장도 역임하였다. 
1985년에 대한민국 최초의 민간교향악단인 코리안 심포니 오케스트라를 창단하여 초대 상임 지휘자를 맡았다. 작곡가로서는 오페라 <논개>, <시집가는 날> 등을 발표하였다.
| 전임 임원식 1956-1971 | KBS 교향악단 상임 지휘자 1971-1981 | 후임 원경수 1986-1988 |

| 전임 없음 | 코리안 심포니 오케스트라 상임 지휘자 1985-2001 | 후임 박은성 2007-2011 |